# Congrégation de la Passion de Jésus-Christ
La congrégation de la Passion de Jésus-Christ (en latin : Congregatio Jesu Christi Passionis) est une congrégation cléricale de droit pontifical.

## Histoire
En 1720, Paul Danei, connu plus tard en tant que saint Paul de la Croix, à l'âge de 26 ans, se retire dans un ermitage en Toscane et fonde la congrégation des Clercs déchaussés de la très sainte Croix et de la Passion de notre Seigneur Jésus-Christ après avoir eu la vision du Christ revêtu d'une tunique noire ornée d'un cœur et portant l’inscription « Passion du Christ » ou « Passion de Jésus-Christ ». Ceci afin de propager la dévotion à la Passion du Christ par la prédication itinérante et les retraites spirituelles.
La première retraite passioniste (couvent) est érigée en 1737 sur le Mont Argentario (Grosseto). La règle établie par Paul, approuvée en 1741, basée sur le renoncement total, est exigeante : aux trois vœux habituels (pauvreté, chasteté, obéissance), il ajoute un quatrième vœu, celui de propager le culte de la Passion de Jésus. En 1771, Paul de la Croix fonde, à l'âge de 77 ans, le premier monastère de moniales passionistes (des contemplatives). Il meurt à Rome quatre ans plus tard.

## Activité et diffusion
Les passionistes se consacrent à répandre la dévotion à la Passion, au cours de missions paroissiales et de retraites spirituelles
Ils sont présents en :
- Europe : Allemagne, Autriche, Belgique, Bulgarie, Espagne, France, Irlande, Italie, Pays-Bas, Pologne, Portugal, Royaume-Uni, République tchèque, Suède, Ukraine.
- Amérique : Argentine, Bahamas, Bolivie, Brésil, Canada, Chili, Colombie, Costa Rica, Cuba, République dominicaine, Équateur, États-Unis, Guatemala, Honduras, Jamaïque, Mexique, Panama, Pérou, Puerto Rico, Salvador, Uruguay, Venezuela.
- Afrique : Afrique du Sud, Angola, Botswana, République démocratique du Congo, Kenya, Mozambique, Tanzanie.
- Asie : Corée du Sud, Inde, Indonésie, Israël, Japon, Philippines.
- Océanie : Australie, Papouasie Nouvelle Guinée.

Au 31 décembre 2008, la congrégation comptait 363 maisons et 2167 religieux dont 1653 prêtres.
La maison généralice est la basilique Santi Giovanni e Paolo à Rome, les passionistes sont aussi les gardiens de la Scala Santa dans cette même ville.

## Familles passionistes
Plusieurs congrégations religieuses se rattachent à la spiritualité des passionistes.
- Moniales passionistes fondées par Paul de la Croix et Marie Crucifiée Costantini à Tarquinia en 1771.
- Sœurs passionistes de Saint Paul de la Croix fondées par Marie Madeleine Frescobaldi à Florence en 1815.
- Sœurs de la Sainte Croix et de la Passion fondées par Marie Joseph de Jésus et le père Gaudentius Rossi à Manchester en 1851.
- Servantes de la Passion fondées par Thérèse Gallifa Palmarola à Vic en 1886.
- Filles de la Passion de Jésus Christ et de Notre Dame des Douleurs fondées par Diego Alberici et Dolores Medina Zepeda à Mexico en 1895.
- Ursulines du saint Crucifix fondées par Marie de la Croix de Jésus Agonisant à Castellammare del Golfo en 1921.
- Sœurs de sainte Gemma Galgani fondées par Eufemia Giannini à Borgonuovo di Camigliano (Capannori) en 1939.
- Frères de la Passion fondés par Mgr Joseph Augustin Haggendorens, préfet apostolique à Tshumbe en 1940[3].

## Passionistes célèbres
Saints

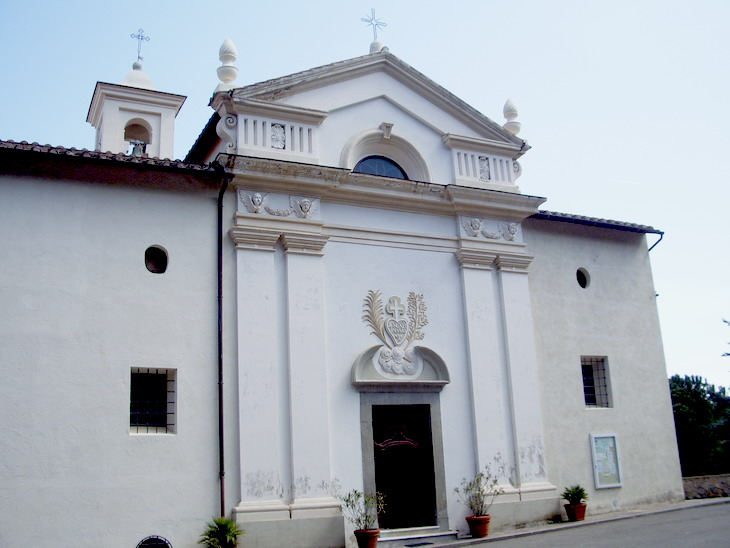
Retraite du Mont Argentario.

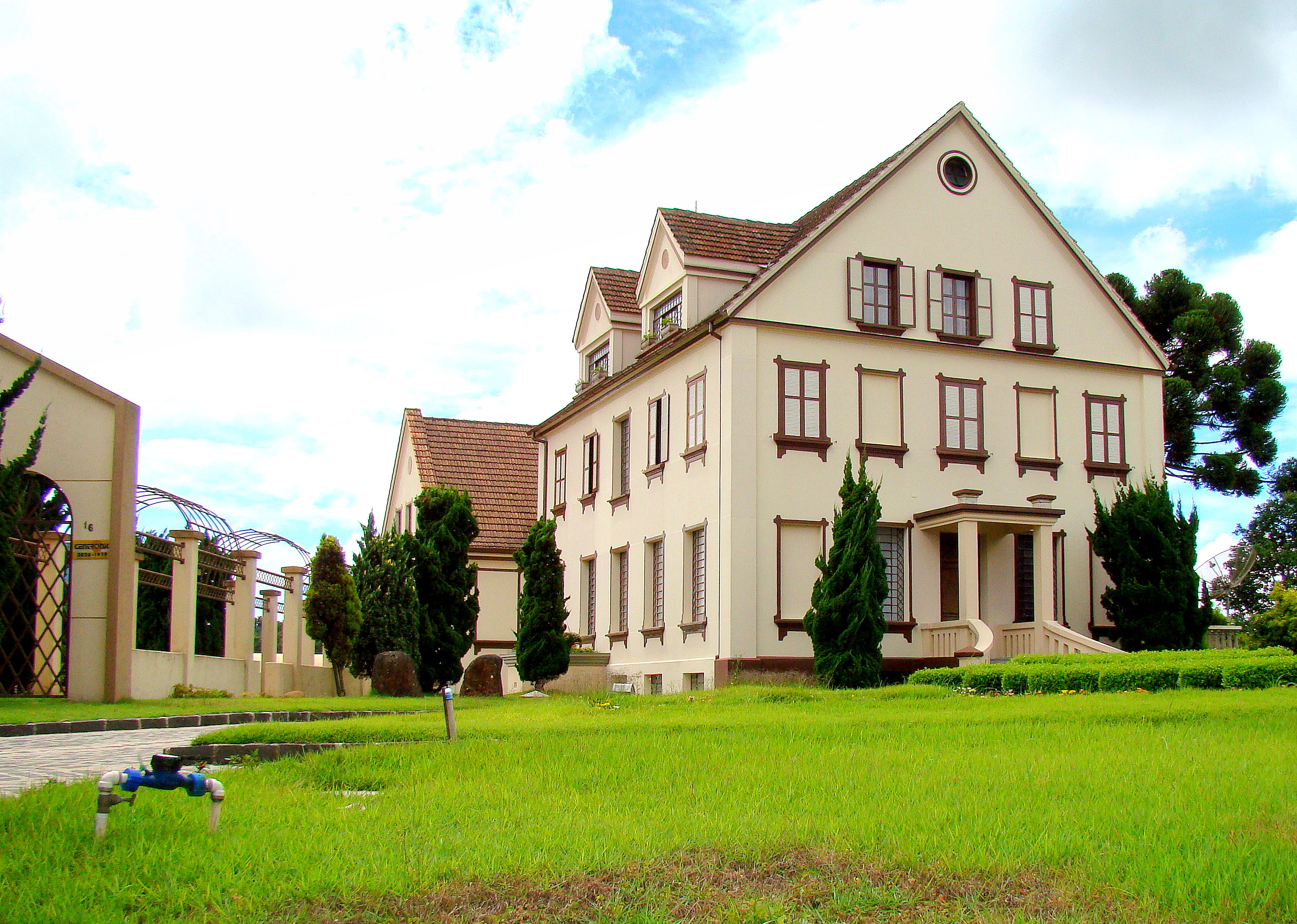
Couvent passioniste à Colombo (Grand Curitiba), Paraná, dans le Sud du Brésil.

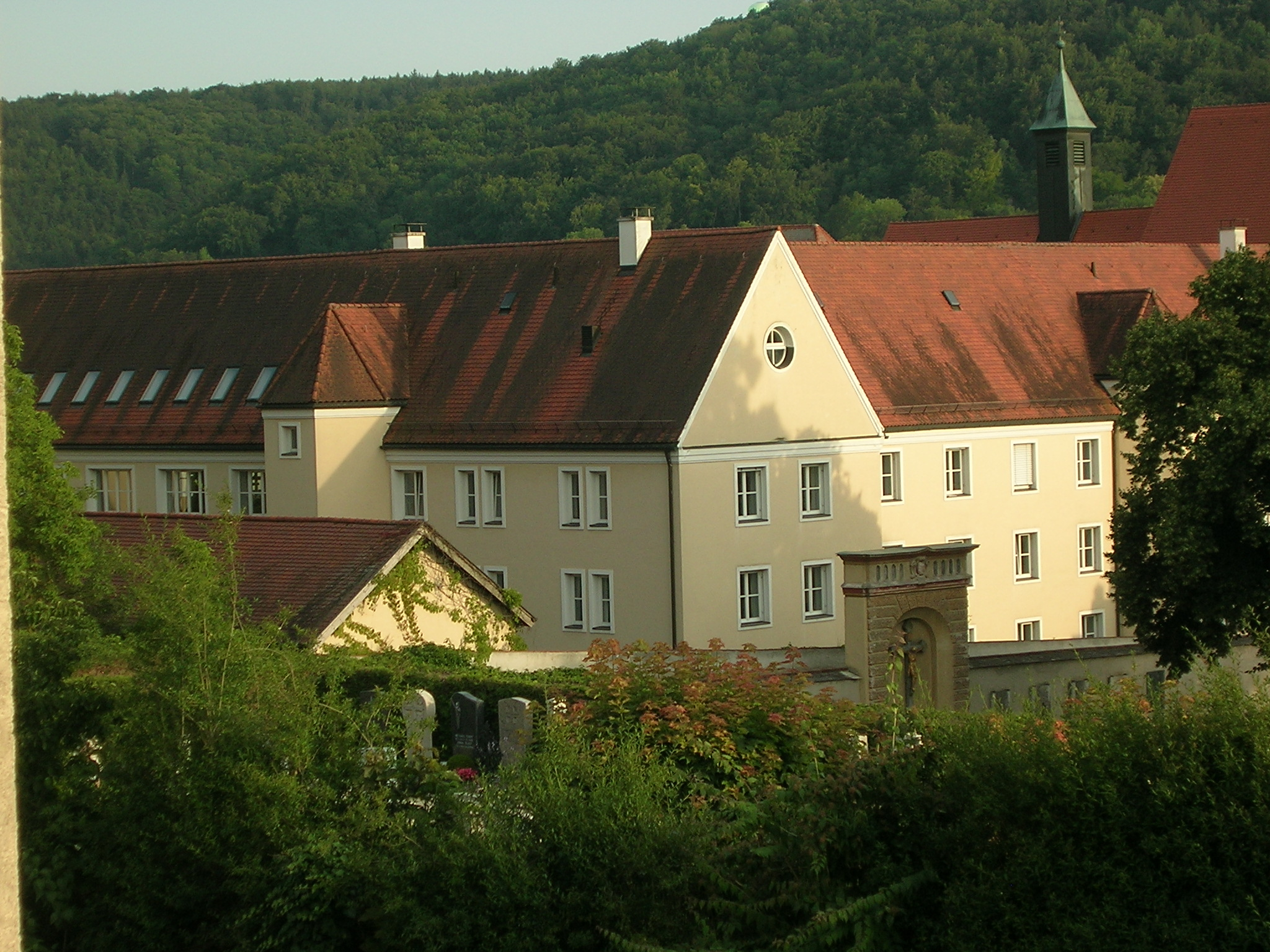
Le Schottenkloster d'Eichstätt (Allemagne), ancien couvent bénédictin, puis capucin, aujourd'hui passioniste.

- Paul de la Croix (1694-1775) fondateur des passionistes.
- Vincent-Marie Strambi (1745-1824), évêque, conseiller et confesseur du pape Léon XII.
- Gabriel de l'Addolorata (1838-1862), novice.
- Charles Houben (1821-1893) prédicateur en Irlande.
- Innocent Canoura Arnau (1887-1934), religieux martyr espagnol.

Bienheureux
- Laurent Marie Salvi (1782-1856), prédicateur.
- Dominique Barberi (1792-1849), apôtre de l'Angleterre.
- Bernard-Marie de Jésus (1831-1911) supérieur général.
- Pie de Saint-Louis (1868-1889), novice.
- Isidore De Loor (1881-1916), frère cuisinier et portier à Courtrai.
- Grimoald de la Purification (1883-1902), novice.
- Nicéphore Diez Tejerina (es) (1893-1936) et ses compagnons martyrs.
- Eugène Bossilkov (1900-1952), évêque martyr.

Vénérables
- Jean-Baptiste Danei (1695-1765), frère du fondateur.
- Jacques Gianiel (1714-1750), frère profès.
- Georges Spencer (1799-1864), apôtre de la prière pour l'Angleterre.
- Fortuné Marie de Saint Paul (1826-1905), confesseur et exorciste.
- Norbert Cassinelli (1829-1911), directeur spirituel.
- Germain Ruoppolo (1850-1909), directeur spirituel.
- Joseph Pesci (1853-1929) directeur spirituel.
- Nazareno Santolini (1859-1930), maître des novices.
- Laurent Marcelli (1874-1953), prêtre.
- Egide Malacarne (1877-1953), postulateur.
- Gérard Sagarduy (1881-1962), laïc profès.
- Généreux du Saint Crucifix (1881-1966), directeur spirituel.
- Galileo Nicolini (1882-1897), novice.
- Jean Bruni (1882-1905), prêtre.
- François Gondra Muruaga (1910-1974), prêtre.
- Pasquale Canzii (1914-1930), séminariste.
- Bernard Kryszkiewicz (1915-1945) prêtre.

Serviteurs de Dieu
- Candide Amantini (1914-1992), exorciste de Rome.
- Stanislas Battistelli (it) (1885-1981) évêque.

Autres
- Enrico Zoffoli, théologien
- Stanislas Breton, philosophe
- Gaudentius Rossi
- Giulio Mencuccini, missionnaire et évêque émérite de Sanggau
- Paul Aloysius, sixième supérieur général, a créé le chapelet des Cinq Plaies, approuvé par le pape Léon XII en 1823[4].
- Marie Crucifiée Costantini, fondatrice des moniales passionistes
- Maria Goretti, vierge martyre
- Gemma Galgani, vierge stigmatisée